# Aan den weg der vreugde
 Aan den weg der vreugde is een novelle van Louis Couperus die in 1908 verscheen bij uitgeverij L.J. Veen.

## Geschiedenis
In de zomer van 1906 verbleef Couperus in Bagni di Lucca, in hotel Royal Continental. In Bagni di Lucca leerde hij ook de families Lodomez en Garzes kennen; voor (klein)dochter Bona Garzes schreef hij in haar album het gedicht Incantatie. Van een stervenden genius. In Bagna di Lucca schreef hij ook deze novelle. Zijn uitgever, Veen, bracht hij niet van tevoren op de hoogte van deze roman. Veen raakte vermoedelijk op de hoogte van de roman door de voorpublicatie.
De twee bekende handschriften gaf Couperus aan de archeoloog H.M.R. Leopold via wie ze uiteindelijk bij het (eerste) Louis Couperus Genootschap belandden en daarna in de Letterkundige verzameling van het Haags Gemeentearchief.

### Uitgave
De roman werd in 1907 voorgepubliceerd in drie achtereenvolgende afleveringen van het tijdschrift Groot Nederland. Nadat hij zijn uitgever had voorgesteld het boek uit te geven tegen een honorarium van 1500 gulden, liet Veen weten dat hij dat op die voorwaarde niet kon doen, vooral omdat hij de laatste tijd verlies leed op Couperus' boeken. Daarop verbrak Couperus aanvankelijk de zakelijke relatie met Veen. Hij won advies in bij zijn mederedacteur bij Groot Nederland, Van Nouhuys, die echter begrip opbracht voor de weigering van Veen. Daarop wendde Couperus zich opnieuw tot Veen die uiteindelijk toch de novelle uitgaf.
Aangezien Couperus aan Veen had geschreven dat hij het als een pendant zag van Extaze. Een boek van geluk gaf Veen het uit in dezelfde band van Roland Holst. Een verkoopsucces werd het niet; nog in de jaren 1940-1945 werd de eerste druk uitgebracht in de zogenaamde 'behangband'.

### Receptie
Het boek kreeg aanvankelijk een aantal vernietigende kritieken, onder meer van de hand van Anna de Savornin Lohman, die het een keukenmeidenroman noemde. Is Querido schreef in het Algemeen Handelsblad: "Ook dit boek is weer in het "taaltje" van Couperus geschreven. Soms alles alléén berekend op uiterlijke klankeffecten, alles leeg en voos-van-woord-òverrijpheid [...]. Dikwijls onecht, pronkerig, vals, opgesmukt en van een zinnelijke viriliteit, die afstoot en ergert. [..] Dit boek is psychologisch zwak en ondiep.
Later hebben de onderscheiden critici en biografen van Couperus' werk zich allen uitgelaten over deze novelle. Kralt gaf daar in 2008 een samenvattend overzicht van. Kralt onderscheidde twee groepen van critici als het gaat om wat het overheersende thema van de novelle wordt geacht. De eerste groep geeft de noodlotsgedachte aan als het belangrijkste thema, daarbij aansluitend bij wat het noodlot 'besluit' voor het personage van Aldo Ardo; de tweede groep geeft als thema de antithese aan die er bestaat tussen de twee hoofdpersonen, op verschillende vlakken (waarbij Kralt zich aansloot).

## Inhoud van het boek
Het boek gaat over de geschiedenis van een Italiaanse officier van gezondheid, Aldo Ardo, een Nederlandse verliefde vrouw, Milia, en een hagedisje. De Italiaanse officier van gezondheid, een knap chirurg, heeft zich uit de oorlog en de dienst teruggetrokken; hij is rijk, knap en wil van het leven genieten. Onbewust is hij echter een egoïst en sensualist, die niets anders wil dan het rijpe schuimende zinsgenot. Onderweg naar Livorno stopt hij in een plaatsje aan de Lima. In het park van het hotel ziet hij eindelijk een vrouw die hij begeert. Omdat zij zwak van gezondheid is, treedt hij op als haar arts. De arts heeft echter nog een passie, hagedissen lokken met een fluitje. Als de vrouw en de arts ruzie krijgen over een minnebrief, vertrapt zij het hagedisje van de arts. Op een dag schrijft de arts in een briefje dat hij vertrokken is en de vrouw verlamt van schrik en sterft.

## Verfilming
In 1999 werd een (Engelstalige) film uitgebracht die op deze novelle was gebaseerd: Een vrouw uit het Noorden. De regie lag in handen van Frans Weisz, de rol van Emilie werd gespeeld door Johanna ter Steege.